# Nam Koung-jin
Nam Koung-jin, kor. 남경진 (ur. 25 sierpnia 1988) – południowokoreański zapaśnik walczący w stylu wolnym. Zajął jedenaste miejsce na mistrzostwach świata w 2017. Zdobył brązowy medal na igrzyskach azjatyckich w 2014 i 2018. Trzeci na mistrzostwach Azji w 2020; piąty w 2013 i 2016. Trzeci na wojskowych MŚ z 2016 roku.